# آسوکا تانو
آسوکا تانو (انگلیسی: Ahsoka Tano) شخصیتی تخیلی و جنگجو در فرنچایز جنگ ستارگان است. او در فیلم جنگ‌های کلون (۲۰۰۸) به‌عنوان شاگرد جدای ۱۴ سالهٔ آناکین اسکای‌واکر معرفی شده‌است. او یکی از شخصیت‌های اصلی مجموعهٔ تلویزیونی جنگ‌های کلون (۲۰۰۸–۲۰۱۴؛ ۲۰۲۰) است و در شورشیان جنگ ستارگان (۲۰۱۴–۲۰۱۸) دوباره ظاهر می‌شود. نخستین حضور لایواکشن آسوکا، در فصل دوم مجموعهٔ مندلورین بود که به‌وسیلهٔ رزاریو داوسون به تصویر کشیده شد. داوسون این نقش را در قسمتی از مجموعهٔ اسپین‌آفِ کتاب بوبا فت (۲۰۲۲) و مینی‌سریال آسوکا (۲۰۲۳) ایفا کرد.
اگرچه ابتدا آسوکا در میان طرفداران و منتقدان محبوب نبود، اما در نهایت او به شخصیتی پرطرفدار تبدیل شد. او که به‌عنوان وجه تقابل آناکین اسکای‌واکر شناخته شده‌است، به‌عنوان یکی از محبوب‌ترین شخصیت‌های جنگ ستارگان برجسته شده‌است.

## جزئیات
در سری انیمیشن جنگ‌های ستارگان جنگ کلون شخصیت آسوکا همواره توسط استادش آناکین به لقب وُروجک صدا زده می‌شود و به ندرت پیش می‌آید که استادش او را به اسم خودش آسوکا صدا کند و در اکثر مواقع هم وقتی است که دارد با بقیه در مورد او صحبت می‌کند
در انیمیشن جنگ ستارگان، جنگ کلونجنگ ستارگان: جنگ‌های کلون (مجموعه تلویزیونی ۲۰۰۸) دو شخصیت آسوکا و استادش آناکین تقریباً در همه قسمت‌های انیمیشن با هم حضور دارند و در آن ایفای نقش می‌کنند و به ندرت پیش می‌آید که از هم جدا شوند و فیلم تنها داستان یکی از آنها را روایت کند.
در سری جنگ های کلون، نشان داده می‌شود که آسوکا به علت فریبکاری دوست صمیمیش از محفل جدای خارج می‌شود.

## روابط
آسوکا تانو توسط استاد جدای پلو کون، به محفل جدای آورده شد و تا اواخر خروجش از محفل جدای، رابطه نزدیکی با پلو کون داشت.

### رابطه استاد و شاگردی
استاد آسوکا، آناکین اسکای‌واکر، شوالیه جدای بود. بعد از اینکه محفل جدای متوجه انحراف‌های آناکین اسکای‌واکر از اصول محفل جدای شد، برای اصلاح آناکین تصمیم گرفت که آسوکا را به شاگردی بپذیرد. هرچند بعد از خروج آسوکا از محفل جدای، بر خشم و حسرت آناکین افزوده شد و دلیل گرایش بیشتر آناکین به نیروی تاریک و تبدیل او به دارث ویدر شد.
در سری آسوکا نشان داده می‌شود که او شاگردی مندلوری به نام سابین رن، که در سری شورشی ها نیز حضور داشت، دارد.